# Šilheřovice
Šilheřovice (en allemand : Schillersdorf ; en polonais : Szylerzowice) est une commune du district d'Opava, dans la région de Moravie-Silésie, en République tchèque. Sa population s'élevait à 1 612 habitants en 2021.

## Géographie
La commune est située dans la région historique de Silésie (Haute-Silésie), tout près de la frontière avec la Pologne au nord-est. Šilheřovice se trouve à 7 km au nord-est de Hlučín, à 12 km au nord d'Ostrava, à 27 km à l'est-sud-est d'Opava et à 275 km à l’est de Prague.
La commune est limitée par Darkovice et Hať au nord, par la Pologne au nord-est, par Bohumín à l'est, par Ostrava à l'est et au sud, et par Ludgeřovice, Markvartovice et Hlučín à l'ouest.

## Histoire

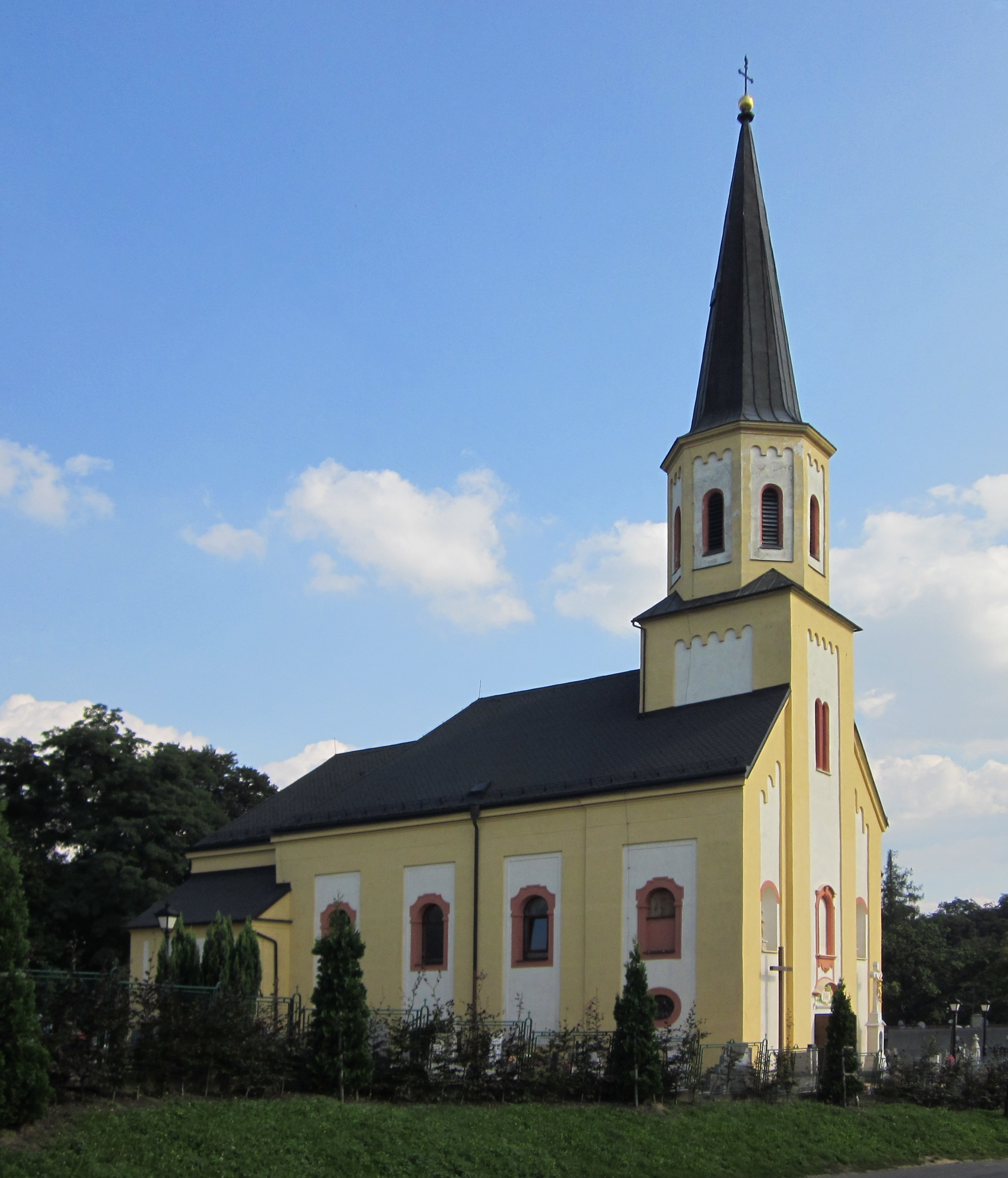
Église de l'Assomption de la Vierge Marie.

La première mention écrite de la localité date de 1377. Les domaines appartenaient au duché d'Opava, à l'origine une partie du margraviat de Moravie, que le roi Ottokar II de Bohême avait séparée et attribuée à son fils naturel Nicolas vers l'an 1269. En 1377, les petits-fils de Nicolas se partagèrent les biens ; le duché réduit est passé à Venceslas et Przemko.
Après les divers changements de propriétaire, la seigneurie de Šilheřovice est achetée par le collège des Jésuites à Opava (Troppau) en 1674. Au début du XVIIIe siècle, l'église paroissiale fut construite en style baroque. Après les siècles d'appartenance à la couronne de Bohême, la région est annexée par le royaume de Prusse au cours de la première guerre de Silésie, en 1742. Néanmoins, la Compagnie de Jésus (à Neisse) est restée le propriétaire de Schillersdorf jusqu'à la suppression de l'ordre prononcée par le pape Clément XIV en 1773.  
En 1787, Schillersdorf passa entre les mains de la noble famille d'Eichendorff, dont le poète Joseph von Eichendorff (1788-1857) est le plus célèbre représentant. Le romancier y passa quelques années de sa jeunesse. Depuis l'an 1815, les territoires au nord de la rivière d'Opova étaient incorporés dans le district d'Oppeln au sein de la Silésie prussienne ; en 1842, le manoir a été acquis par le banquier autrichien Salomon Mayer von Rothschild (1774-1855), le propriétaire des proches fonderies à Moravská Ostrava au sud. Sous la branche viennoise de la famille Rothschild, le château et ses jardins ont été élargis d'après les plans de l'architecte français Hippolyte Destailleur. 
Après la Première Guerre mondiale, par le traité de Versailles conclu en 1919, la région de Hlučín avec Šilheřovice fut rattachée à la nouvelle République tchécoslovaque. Le 1er octobre 1938, elle fut occupée par l'Allemagne nazie selon les accords de Munich et rattachée à la province prussienne de Haute-Silésie. Après la Seconde Guerre mondiale, Šilheřovice comme le reste de la région, revint à la Tchécoslovaquie, et sa population germanique en fut expulsée.

## Transports
Par la route, Šilheřovice se trouve à 13 km d'Ostrava, à 29 km d'Opava et à 354 km de Prague.